# Donald Olding Hebb
Donald Olding Hebb (1904 – 1985) foi um psicólogo canadense influente na área de neuropsicologia, na qual procurou entender como a função dos neurônios contribuía para processos psicológicos como a memória e o aprendizado. Ele é mais conhecido por sua teoria hebbiana do aprendizado, que ele introduziu em sua obra clássica de 1949, The Organization of Behavior (A Organização do Comportamento). Ele foi descrito como o pai da neuropsicologia e das redes neurais. Uma pesquisa da revista General Psychology, publicada em 2002, classificou Hebb como o 19º psicólogo mais citado do século XX. Suas opiniões sobre o aprendizado descrevem o comportamento e o pensamento em termos de função cerebral, explicando processos cognitivos em termos de conexões entre neurônios. Hebb doutorou-se na Universidade de Harvard nos Estados Unidos em 1936.

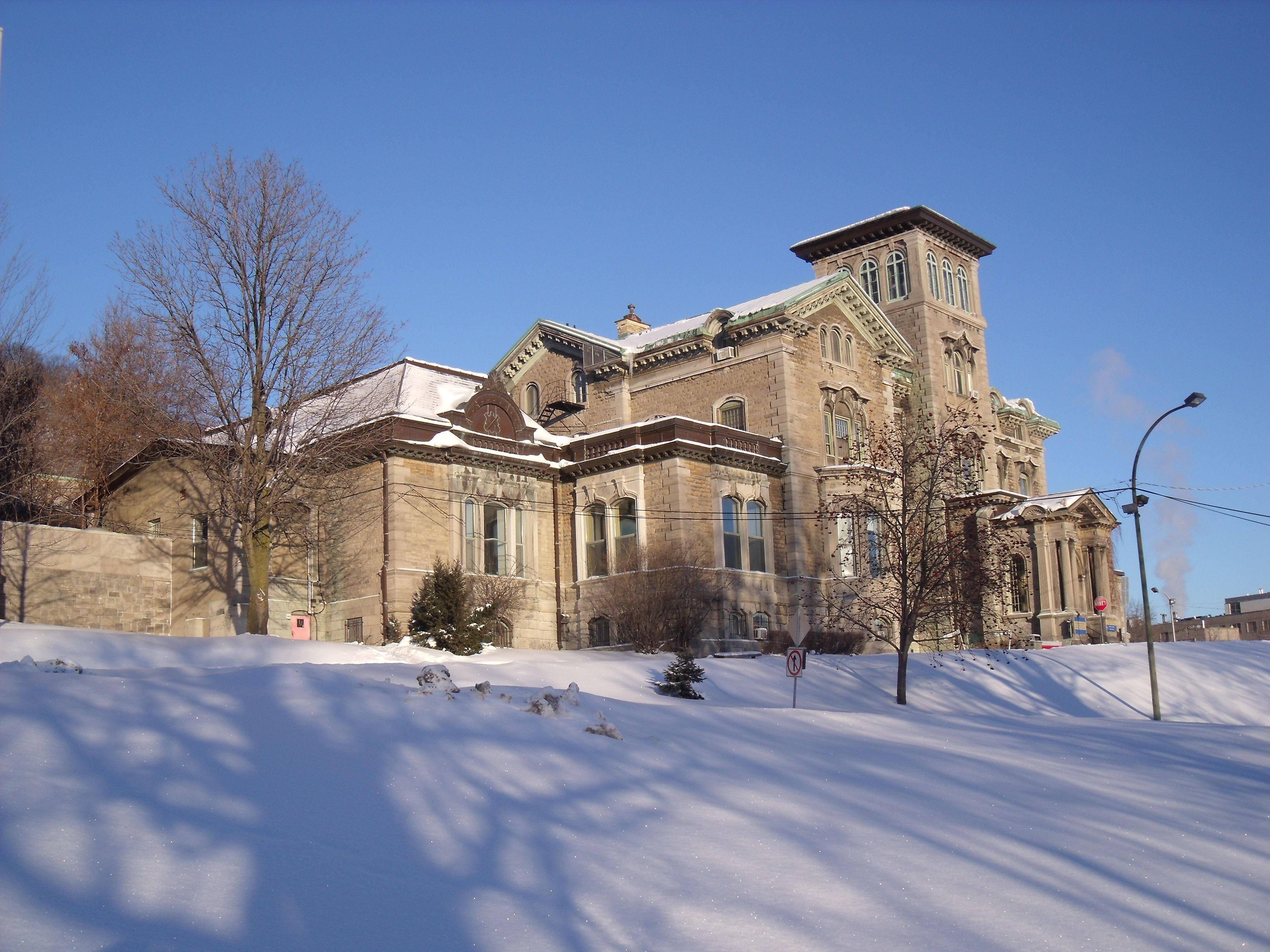
Instituto Allan Memorial,Universidade McGill, Canadá.

## Pesquisas emprivação sensorial

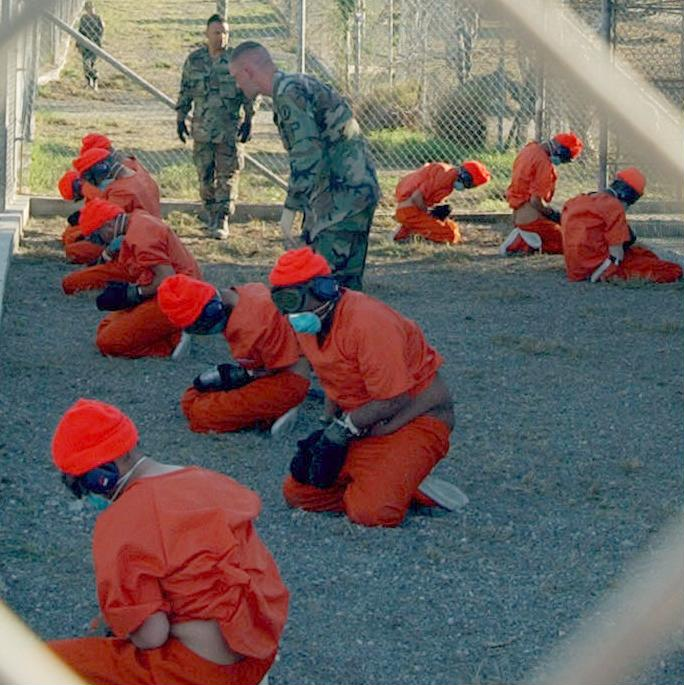
Prisioneiros na Base Naval de Guantanamo - Uso de Privação sensorial (2006)

O nome de Donald O. Hebbesta ligado às pesquisas psicológicas que determinaram os efeitos do uso de privação sensorial e outros métodos que mais tarde vieram a fazer parte das técnicas de tortura desenvolvidas sob supervisão da CIA.Como Ewen Cameron, Hebb está também ligado à Universidade McGill no Canadá. Os resultados das pesquisas de Donald Hebb aparecem mais tarde como no caso das fotos de prisioneiros encapuzados, com óculos escurecidos e luvas grossas, ou em posições bizarras, na Prisão americana de Guantánamo e Prisão de Abu Ghraib sob comando americano. Do estudos de Hebb resultaram tais técnicas vistas como tortura. Hebb é visto como o precursor dos estudos que foram feitos no infame Projeto MKULTRA, na Universidade McGill, Canadá.
Naomi Klein afirma em seu livro A Doutrina do Choque: a Ascensão do Capitalismo de Desastre de que a pesquisa de Ewen Cameron no Instituto Allan Memorial e sua contribuição para o MKULTRA não eram sobre o controle da mente e lavagem cerebral, mas sim "como criar um sistema de base científica para a extração de informações de "diante de resistência." Ou seja, como criar técnicas eficazes de quebrar a resistência de um individuo - ou seja " Como aprimorar técnicas de tortura".
Ela cita o pesquisador e historiador Alfred W. McCoy: "Com seus excessos bizarros, as experiências de Cameron, com base no avanço anterior de Donald O. Hebb, lançou as bases científicas para dois estágios método de tortura psicológica da CIA, afirma Alfred W. McCoy.
Donald Hebb, falando em um simpósio na Universidade de Harvard sobre privação sensorial em junho de 1958, Hebb comentou:
O trabalho que temos feito na Universidade McGill, começou, na verdade, com o problema da lavagem cerebral. Nós não fomos autorizados a dizê-lo na primeira publicação .... "Lavagem cerebral" foi um termo que veio um pouco mais tarde, aplicado a procedimentos chineses. Nós não sabíamos quais os procedimentos russos, mas parecia que eles estavam produzindo algumas mudanças peculiares de atitude. Como? Um fator foi possível o isolamento de percepção. E nos concentramos nisso.

## Publicações selecionadas
- The Organization of Behaviour. 1949. John Wiley & Sons. ISBN 978-0-471-36727-7
- Essay on Mind. 1980. Lawrence Erlbaum. ISBN 978-0-89859-017-3.
- The Conceptual Nervous System. 1982. Pergamon Press. ISBN 008-027418-8: uma coleção de 21 artigos de Hebb, com uma lista completa de suas publicações, editada por Henry A. Buchtel.
- Textbook of Psychology, Textbook of Psychology Students' Handbook (com Don C. Donderi). 1995. Kendall Hunt Pub Co. ISBN 978-0-7872-1103-5 archive.org